# Chepniers
Chepniers là một xã trong tỉnh Charente-Maritime canton of Montlieu-la-Garde of the Charente-Maritime in the trong vùng Nouvelle-Aquitaine, tây nam nước Pháp. Xã Chepniers nằm ở khu vực có độ cao trung bình 92 mét trên mực nước biển.
Sông Seugne tạo thành phần lớn ranh giới phía đông của xã.

## Lịch sử biến động dân số
| Năm  | Dân số | Mật độ |
| ---- | ------ | ------ |
| 1962 | 672    | -      |
| 1968 | 734    | -      |
| 1975 | 655    | -      |
| 1982 | 617    | -      |
| 1990 | 604    | -      |
| 1999 | 643    | 22/km² |